# بروکفیلد، ویکتوریا
بروکفیلد (به انگلیسی: Brookfield) یک حومه شهر در استرالیا است که در ویکتوریا (استرالیا) واقع شده‌است.